# Lances de Malissard
Le Lances de Malissard (2.045 m s.l.m.) sono una montagna delle Prealpi della Chartreuse nelle Prealpi di Savoia. si trovano nel dipartimento francese dell'Isère.
Più che di una vetta singola si tratta di una lunga cresta orientata nord-sud.